# Julia Amanda Perry
Julia Amanda Perry (Lexington (Kentucky), 25 maart 1924 – Akron (Ohio), 29 april 1979) was een Afro-Amerikaans componiste, muziekpedagoog en violiste.

## Levensloop
Perry studeerde viool, muziektheorie en compositie aan het Westminster Choir College in Princeton (New Jersey), van 1943 tot 1948 en behaalde aldaar haar Bachelor of Music in 1947 en haar Master of Music in 1948. Vervolgens studeerde zij in 1948 aan de Juilliard School of Music in New York. In 1949 kon zij met een studiebeurs aan het Berkshire Music Center in Tanglewood bij Hugh Ross studeren. 
Opnieuw was zij in 1951 aan de Berkshire Music Center in Tanglewood en studeerde bij Luigi Dallapiccola. Met een verdere studiebeurs van de Solomon R. Guggenheim Foundation kon zij in 1954 aan de Accademia Chigiana in Siena, alsook opnieuw bij Luigi Dallapiccola in Florence en bij Nadia Boulanger in Parijs studeren. In de zomers tussen 1956 en 1958 studeerde zij orkestdirectie bij Emanuel Balaban, Adone Zecchi en Alceo Galliera aan de Academia Chigiana in Siena.
Tijdens haar verblijf in Europa organiseerde en dirigeerde zij een serie concerten voor de "United States Information Agency". 
Na haar terugkomst in de Verenigde Staten in 1959 doceerde zij een aantal jaren aan het Florida A & M College in Tallahassee en aan de Atlanta Universiteit. In 1971 werd zij ziek met paralytische apoplexie en moest verschillende jaren in het ziekenhuis blijven. In deze tijd leerde zij (autodidactisch) met de linkerhand te schrijven en kon ook weer componeren. 
Als componiste schreef zij werken voor verschillende genres zoals werken voor orkest (12 symfonieën), concerten voor instrumenten en orkest, harmonieorkest, kerkmuziek, vier opera's, cantates, koor- en kamermuziek. Haar stijl is vooral neoklassiek. 

## Composities

### Werken voor orkest

#### Symfonieën
- 1961 Symfonie nr. 1, voor orkest
- 1962 Symfonie nr. 2, voor orkest
- 1962 Symfonie nr. 3, voor orkest
- 1964 Symfonie nr. 4, voor orkest
- 1967 Symfonie nr. 5 "Integration", voor orkest
- 1967 Symfonie USA (nr. 7), voor gemengd koor en orkest
- 1969 Symfonie nr. 8, voor orkest
- 1970 Symfonie nr. 9, voor orkest
- 1972 Symfonie nr. 10 "Soul Symphony", voor orkest
- 1973 Symfonie nr. 12 "Simple Symphony", voor orkest
- 1975 Space Symfonie (nr. 13), voor orkest

#### Concerten voor instrumenten en orkest
- 1965 Concert nr. 1, voor piano en orkest
- 1965 Concert nr. 2, voor piano en orkest
- 1967-1968 Concert, voor viool en orkest
- 1975 Piano Concerto (nr. 3) in Two Uninterrupted Speeds, voor piano en orkest

#### Andere werken voor orkest
- 1952 A Short Piece, voor groot orkest
- 1952 A Short Piece, voor klein orkest
- 1952 Study, voor orkest
- 1961 Seven Sutures, voor orkest
- 1961 Ballet, voor orkest
- 1962 Dance, voor kamerorkest
- 1963 Contretemps, voor orkest
- 1963 Liberation, voor orkest
- 1963 Solstice, voor strijkorkest
- 1964 Ariel, voor orkest
- 1964 Composition, voor orkest
- 1965 Study, voor orkest
- 1965 Graves on Untold Africans, symfonisch gedicht
- 1967 Module, voor orkest
- 1967 Three Negro Spirituals, voor orkest
- 1969 Module, voor orkest
- Episode, voor orkest
- Four Spirituals, voor orkest
  1. I couldn't hear nobody pray
  2. Who dat a comin' Ovah Yondah
  3. The blin' man stood and cried
  4. Unidentified
- Homage to Vivaldi, voor orkest

### Werken voor harmonieorkest
- 1966 Symfonie nr. 6, voor harmonieorkest
- 1972 Symfonie nr. 11, voor harmonieorkest
- 1972 Marching Band Symfonie, voor marching band
- Venus Moon March, voor harmonieorkest

### Missen en andere kerkmuziek
- 1947 The Lord is risen today, voor gemengd koor
- 1947 King Jesus Lives, voor zangstem en orgel
- 1949 Ruth, cantate voor gemengd koor en orgel
- 1949 Lord, what shall I do, voor gemengd koor
- 1951 Stabat Mater, voor contralto en (strijk-)orkest
- 1953 Be Merciful unto Me, voor gemengd koor
- 1953 Frammenti dalle Lettere di Santa Caterina, voor sopraan, gemengd koor en kamerorkest - tekst: fragmenten uit een brief van Sainte-Catherine
- 1959 Requiem, voor orkest

### Cantates
- 1948 Chicago, cantate voor spreker, bariton, gemengd koor en orkest - tekst: Carl Sandburg

### Muziektheater

#### Opera's
| Voltooid in | titel                                       | aktes       | première                              | libretto                              |
| ----------- | ------------------------------------------- | ----------- | ------------------------------------- | ------------------------------------- |
| 1954        | The Cask of Amontillado                     | 1 akte      | 20 november 1954, Columbia University | van de componist naar Edgar Allan Poe |
| 1959/1974   | Mary Easty, in 1974 hernoemd in Symplegades |             |                                       |                                       |
| 1964        | The Selfish Giant                           | 3 bedrijven |                                       |                                       |

### Werken voor koor
- 1947 Carillon Heigh-Ho, voor gemengd koor
- 1947 Is There anybody here?, voor gemengd koor
- 1950 Our thanks to Thee, voor gemengd koor
- 1952 Ye who seek the truth, voor gemengd koor
- 1963 Hymn to Pan, voor gemengd koor
- Song of our Savior, voor gemengd koor

### Vocale muziek
- 1947 Deep Sworn Vow, voor zangstem en piano
- 1947 To Elektra, voor zangstem en piano
- 1950 By the Sea, voor zangstem en piano
- 1952 I'm a poor li'l orphan Girl in this world, voor sopraan en piano
- 1953 Song of our Savior, voor zangstem en piano
- 1954 A short Service, voor sopraan (of: tenor) en trompet - tekst: Walt Whiteman "The mystic's Trumpeter" 
  1. Prelude
  2. Ricercare
  3. Scherzo
  4. Postlude
- 1954 Parody, A Short Service, voor sopraan en trompet
- 1954 How beautyful are the feet, voor zangstem en piano
- 1956 Three Negro Spirituals, voor sopraan en orkest
- 1963 Five Songs, voor sopraan en piano
- 1976 Quinary Quixotic Songs, voor zangstem en piano
- Free at Last, voor sopraan en piano

### Kamermuziek
- 1951 Trio, voor blazers
- 1952 Sonate, voor altviool en piano
- 1954 Strijkkwartet
- 1959 Pastoral, voor dwarsfluit en strijkers
- 1960 Homunculus C.(hord) (of)  F.(ifteenth), voor celesta, piano, harp en slagwerk (vibrafoon, xylofoon, woodblocks, grote trom, kleine trom, crashbekkens, hangende bekkens en pauken)
- 1961 Suite, voor koperblazers
- 1963 The Beacon, voor blazers
- 1963 Four Pieces, voor blaaskwintet
- 1974 Divertimento, voor blaaskwintet
- Prelude, voor viool en piano

### Werken voor piano
- Pearls of Silk
- Suites of Shoes

## Publicaties
- Compendium in Musical Perspective 1969.
- Generation Gap in Modern Music, 1969.
- Forty Studies for Classroom Musical Composition 1969-1970.